# Districtul Gönc
Gönc (în maghiară Gönci járás) este un district în județul Borsod-Abaúj-Zemplén, Ungaria.
Districtul are o suprafață de 549,6 km2 și o populație de 18.899 locuitori (2013).